# Абдусалом Хасанов
Абдусалом Хасанов (тадж. Абдусалом Ҳасанов; нар. 22 квітня 1979, Чкаловськ, Таджицька Радянська Соціалістична Республіка) — таджицький боксер, призер чемпіонату світу і Азійських ігор та інших міжнародних змагань.

## Спортивна кар'єра
На чемпіонаті світу 2001 в категорії до 54 кг Абдусалом Хасанов програв в другому бою.
На Азійських іграх 2002 переміг двох суперників, а у півфіналі програв Кім Вон Іл (Південна Корея) — 7-17.
На чемпіонаті світу 2003 в категорії до 57 кг переміг трьох суперників, а у півфіналі програв Віталію Тайберт (Німеччина) — 17-19 і отримав бронзову медаль. Того ж року став срібним призером Центральноазійських ігор.
На олімпійському кваліфікаційному турнірі не зумів отримати путівку на Олімпійські ігри 2004.